# Meelis Telliskivi
Meelis Telliskivi (ur. 3 marca 1971 w Tallinnie) – estoński kierowca wyścigowy.

## Biografia
Karierę sportową rozpoczął w 1991 roku od startów w Formule Easter. Następnie ścigał się Ładą 2107. W 1994 roku zadebiutował w Estońskiej Formule 4. W 1995 roku zajął drugie miejsce w tej serii, pierwsze w latach 1997–1998 oraz trzecie w 2000. Uczestniczył ponadto w Formule Baltic, Polskiej Formule Mondial i Fińskiej Formule 4.
W 1995 roku ukończył studia na Uniwersytecie Technicznym w Tallinnie. W latach 1995–2003 był dyrektorem firmy Kavor Motorsport. W 1999 roku został członkiem zarządu zespołu ACE Motorsport. Był również konsultantem biznesowym Enterprise Estonia.